# 速遞奇兵
速遞奇兵（英語：Courier Wonder），是一匹曾在香港出賽的已退役賽駒，為2020/2021馬季最大進步馬匹，先後由蔡約翰、沈集成和廖康銘訓練。

## 簡介
2020年10月24日，「速遞奇兵」於香港首次出賽便一出即勝，打開其在港的勝利之門。
2021年5月23日，莫雷拉策騎「速遞奇兵」勝出國際三級賽沙田銀瓶，取得了五連捷。賽後，莫雷拉說道：「直路上，我將牠拉出外側，牠便一如既往撒開大步直奔終點，像牠這樣的好馬總是給予騎者美妙的感覺。」他續說：「我們今日有幸得到機會加深對牠的認識。今仗的步速較快，因此牠有機會留居他駒之後。」他補充：「開始轉彎的時候，牠稍微有點不集中，企圖移出外側以避開其他馬匹，但當我們向前推進時，牠開始放鬆下來，這是個好現象。」練馬師蔡約翰說道：「總而言之，看過今日牠的演出後，我認為牠已準備就緒再向前作出新的突破。」他續說：「牠有足夠的質素。我們只需要盡量將其潛質發放出來，並且保持牠的身體健康就可以了。」
2020/2021馬季，「速遞奇兵」在莫雷拉胯下取得五捷，評分由52分增至107分，成爲該年度的最大進步馬匹。
2021年12月12日，莫雷拉策騎「速遞奇兵」出戰國際一級賽香港短途錦標，不敵「顯心星」及日本代表「拉丁城市」，取得第三名，而賽事中出現了嚴重的連環墮馬意外，在連環墮馬意外中牽涉其中的「君達星」和「肥仔叻叻」不幸因傷勢太重而遭人道毀滅。在一年後香港短途錦標中原定由莫雷拉策騎，但是由同場另一由蘇銘倫策騎的馬匹停賽，由莫雷拉策騎，速遞奇兵改配嘉里，但是只是以第四名完成。
2023年4月30日，布文策騎「速遞奇兵」出戰國際一級賽主席短途獎，不敵「金鑽貴人」，取得第二名。
2023年7月13日，「速遞奇兵」從蔡約翰馬房轉投沈集成馬房。2023年12月7日，「速遞奇兵」從沈集成馬房轉投廖康銘馬房，2024年1月28日，「速遞奇兵」在國際一級賽百週年紀念短途盃轉廐復出，以第十名過終點，隨後再出賽兩次，亦只能取得一次第四名，最終於2024年3月25日宣告退役，正式結束其競賽生涯。

## 同父馬
曾於香港服役出賽並曾勝出大賽的同父馬包括：
- 觔斗雲：曾勝出G3 百週年紀念銀瓶（2024）

## 在港勝出賽事全紀錄
| 比賽日期   | 賽事名稱         | 賽事班次 | 賽道 | 賽事路程 | 比賽馬場 | 名次 | 完成時間 | 騎師   |
| ---------- | ---------------- | -------- | ---- | -------- | -------- | ---- | -------- | ------ |
| 24/10/2020 | 奶路臣讓賽       | 第四班   | 草地 | 1200米   | 沙田馬場 | 1    | 1:08.85  | 莫雷拉 |
| 21/03/2021 | 威爾頓讓賽       | 第三班   | 草地 | 1200米   | 沙田馬場 | 1    | 1:08.92  | 莫雷拉 |
| 11/04/2021 | 鶴咀山讓賽       | 第三班   | 草地 | 1200米   | 沙田馬場 | 1    | 1:08.59  | 莫雷拉 |
| 25/04/2021 | 富衛保險傳奇讓賽 | 第二班   | 草地 | 1200米   | 沙田馬場 | 1    | 1:08.24  | 莫雷拉 |
| 23/05/2021 | 沙田銀瓶（讓賽） | G3       | 草地 | 1200米   | 沙田馬場 | 1    | 1:08.16  | 莫雷拉 |

## 在港一級賽出賽全紀錄
| 比賽日期   | 賽事名稱           | 賽事班次 | 賽道 | 賽事路程 | 比賽馬場 | 名次 | 完成時間 | 騎師   |
| ---------- | ------------------ | -------- | ---- | -------- | -------- | ---- | -------- | ------ |
| 12/12/2021 | 浪琴表香港短途錦標 | G1       | 草地 | 1200米   | 沙田馬場 | 3    | 1:08.88  | 莫雷拉 |
| 23/01/2022 | 百週年紀念短途盃   | G1       | 草地 | 1200米   | 沙田馬場 | 6    | 1:09.42  | 莫雷拉 |
| 11/12/2022 | 浪琴香港短途錦標   | G1       | 草地 | 1200米   | 沙田馬場 | 4    | 1:09.02  | 嘉里   |
| 05/02/2023 | 百週年紀念短途盃   | G1       | 草地 | 1200米   | 沙田馬場 | 4    | 1:08.44  | 嘉里   |
| 19/03/2023 | 女皇銀禧紀念盃     | G1       | 草地 | 1400米   | 沙田馬場 | 4    | 1.21.83  | 薛恩   |
| 30/04/2023 | 主席短途獎         | G1       | 草地 | 1200米   | 沙田馬場 | 2    | 1:08.90  | 布文   |
| 28/01/2024 | 百週年紀念短途盃   | G1       | 草地 | 1200米   | 沙田馬場 | 10   | 1:10.50  | 霍宏聲 |

## 外部連結
- . 2021-05-23  [2021-05-23]. （原始内容存档于2021-05-26）.